# Gwardia-Warschau-Stadion
Das Gwardia-Warschau-Stadion (polnisch Stadion Warszawski Klub Sportowy Gwardia Warszawa) ist ein Fußballstadion im Stadtbezirk Mokotów der polnischen Hauptstadt Warschau. Es dient hauptsächlich als Spielstätte des Sportvereins Gwardia Warschau, dessen Fußballabteilung über 20 Jahre der höchsten polnischen Fußballliga „Ekstraklasa“ angehörte, sowie 1954 polnischer Pokalsieger und 1957 polnischer Vizemeister wurde. Das Stadion war zudem in den Jahren 1955 bis 1975 mehrmals Austragungsort bei europäischen Fußball-Pokalwettbewerben der Vereinsmannschaften für den Sportklub Gwardia Warschau.

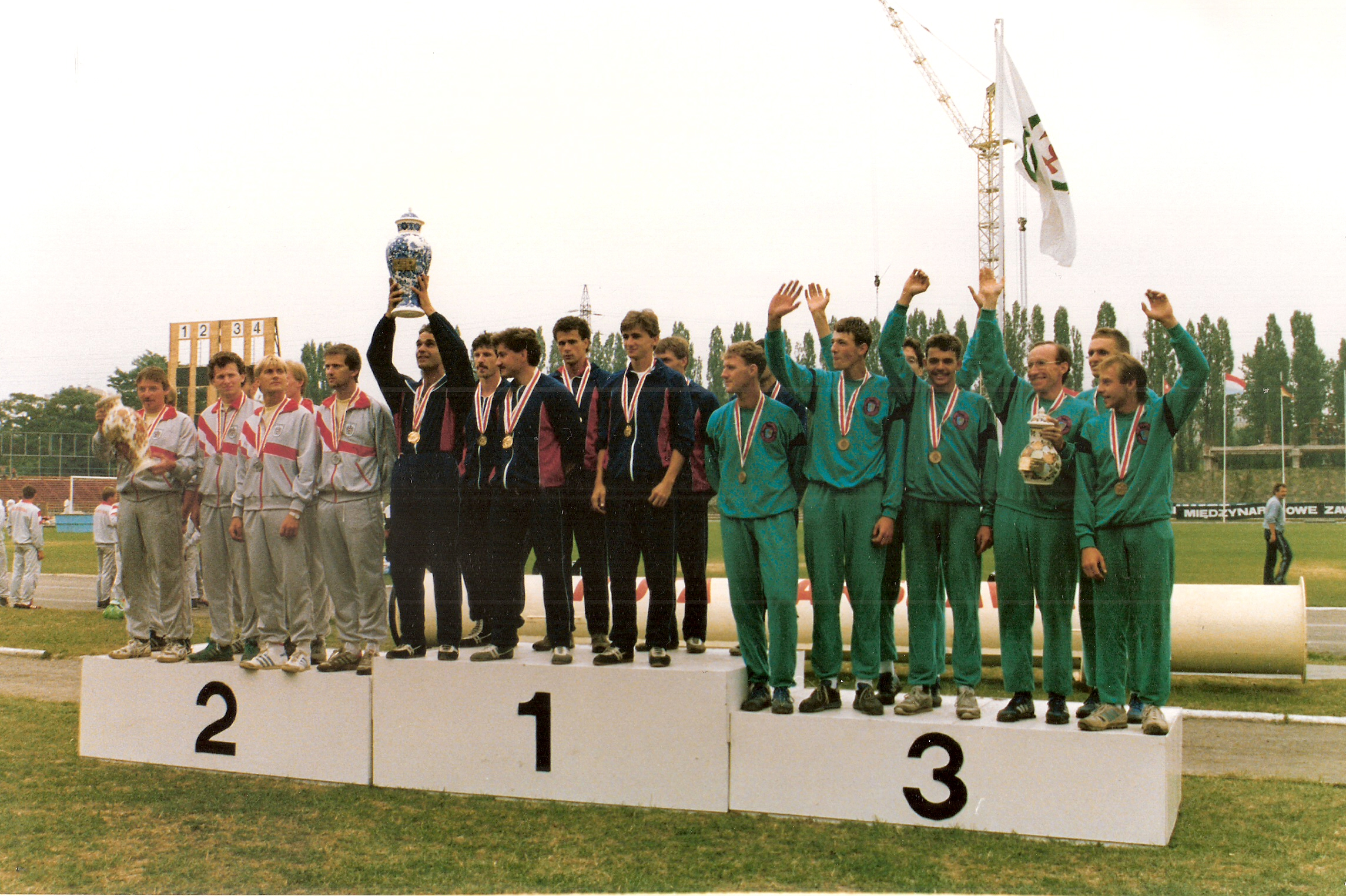
Siegerehrung Feuerwehr-Olympiade 1989 Disziplin Löschangriff Freiwillige Feuerwehren

Das Stadion, bietet zurzeit Platz für 9.000 Zuschauer. Seit dem Abstieg 2007/08 in die Klasa okręgowa, der sechsthöchste Spielklasse in Polen, spielt der Verein in den untersten Regionen des polnischen Ligafußballs.
Das Stadion WKS Gwardia verfügt zwar über einen kleinen modernen Teil (eine kleine Tribüne in der Mitte der Hauptseite), der komplett überdacht und mit blauen Sitzschalen ausgestattet ist. Doch wird dieser von hohen Stufen dominiert, die größtenteils mit Holzbänken versehen sind. Die Sportanlage bietet etwa 9.000 Besuchern Platz, auch wenn diese durch die sportliche Misere des Sportvereins nicht annähernd benötigt werden. In seiner Erstligazeit war das Stadion mehrmals ausgebucht – vor allem in den Derbys gegen Legia Warschau.
Vom 24. bis 30. Juli 1989 wurden im Stadion WKS Gwardia Warschau die IX. Internationalen Feuerwehrwettkämpfe des Weltfeuerwehrverbandes CTIF (Feuerwehrolympiade) veranstaltet. Zum Programm gehörten Traditionelle Internationale Feuerwehrwettbewerbe, Internationale Feuerwehrsportwettkämpfe und Internationale Jugendfeuerwehrwettbewerbe.
Mittlerweile ist der Stadionbau in die Jahre gekommen und gleicht einer Ruine. Der Verfall wird überall sichtbar.

## Galerie
Die nachstehenden Bilder zeigen das Stadion im September 2008.

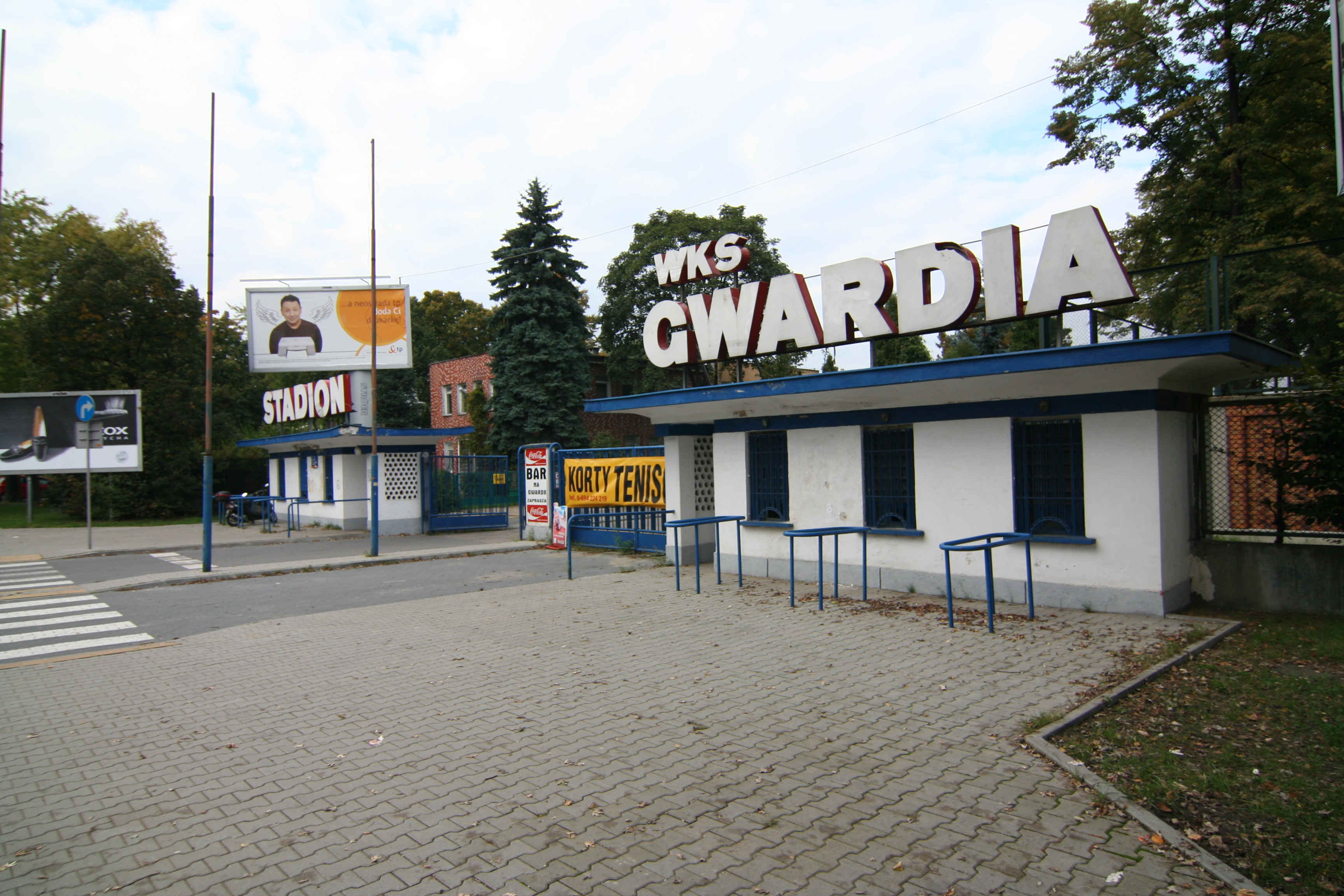
Stadioneingang
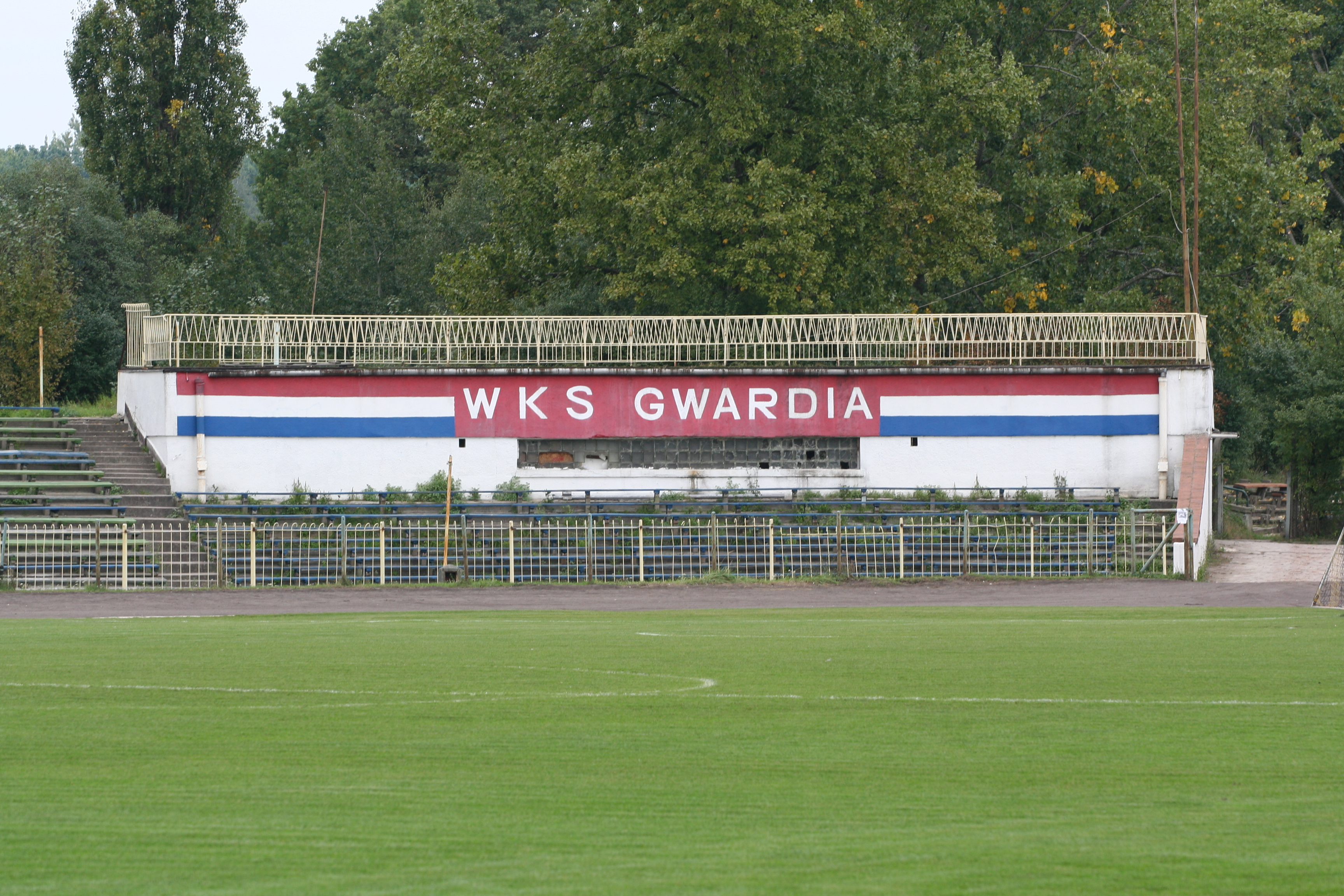
Empore
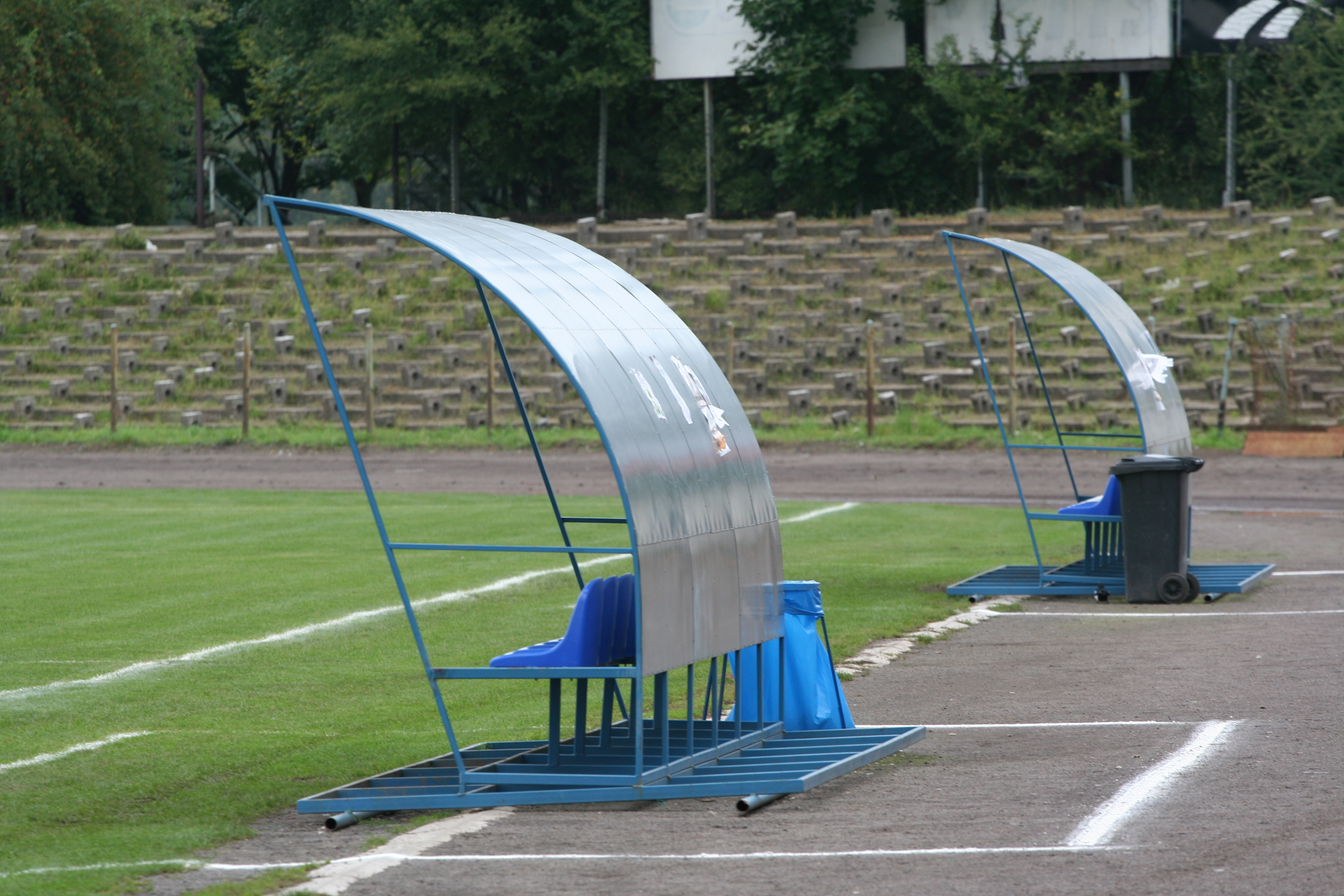
Coachingzone
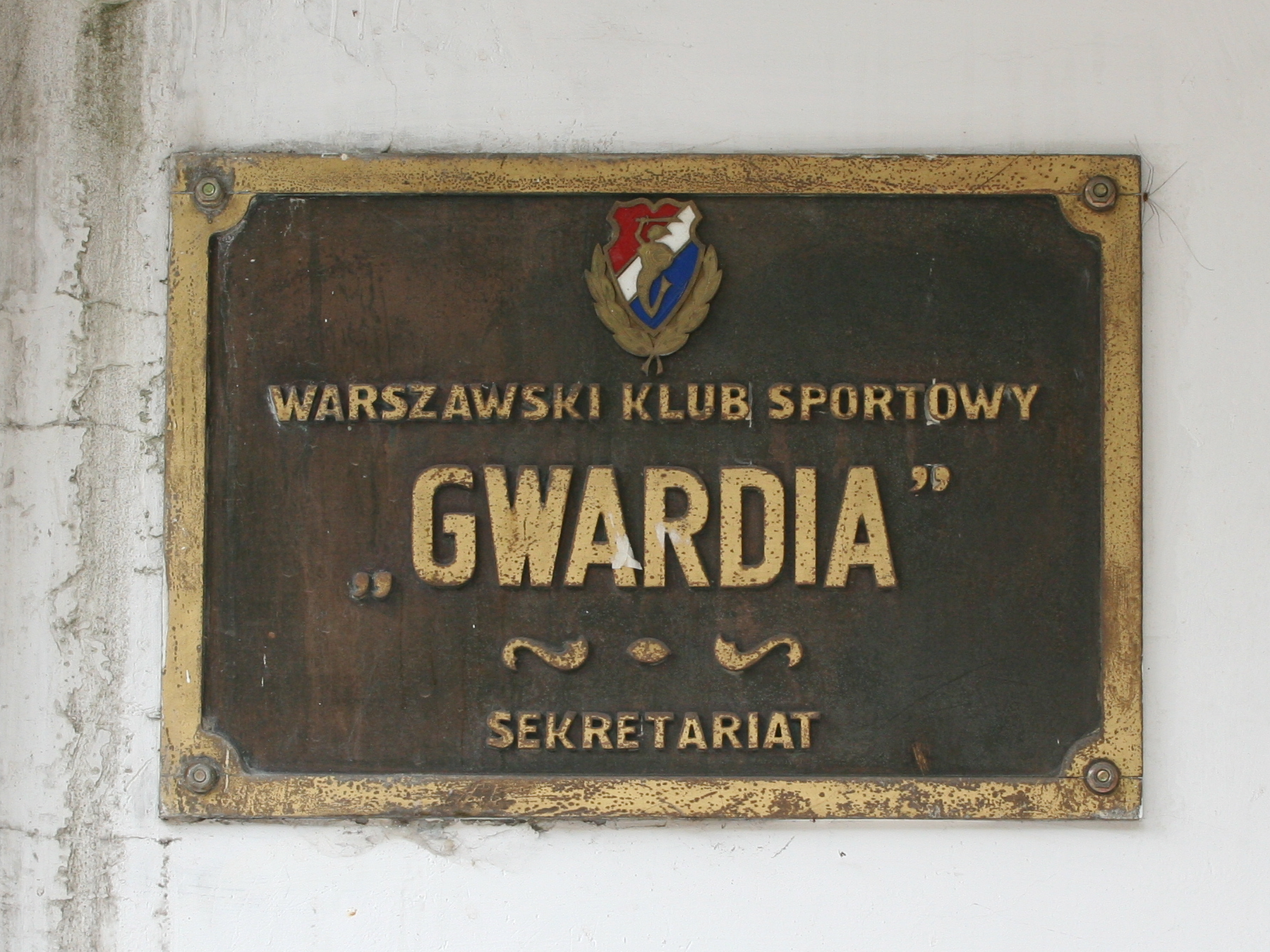
Plakette am Eingang des Sekretariats
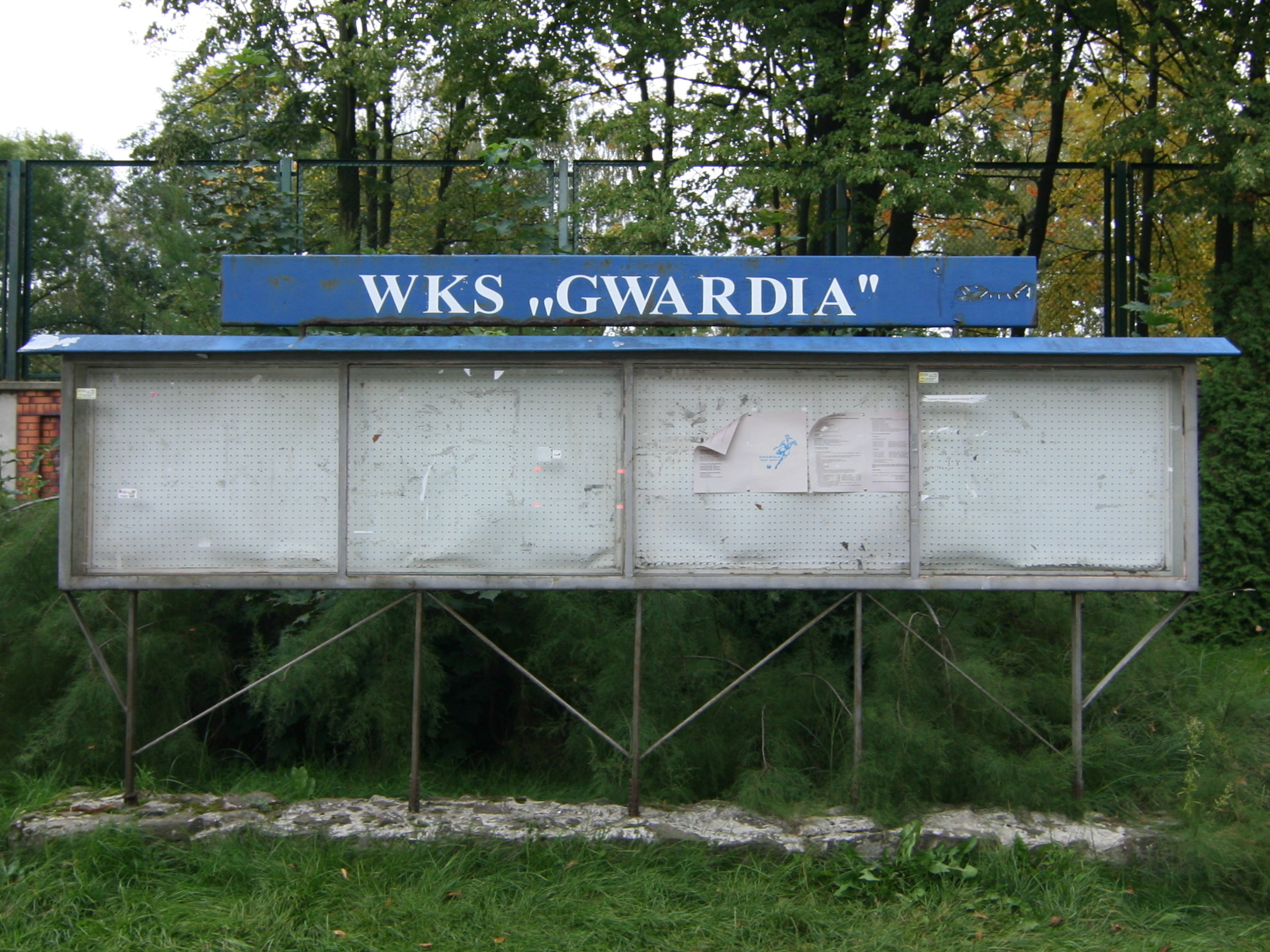
Informationsstelle
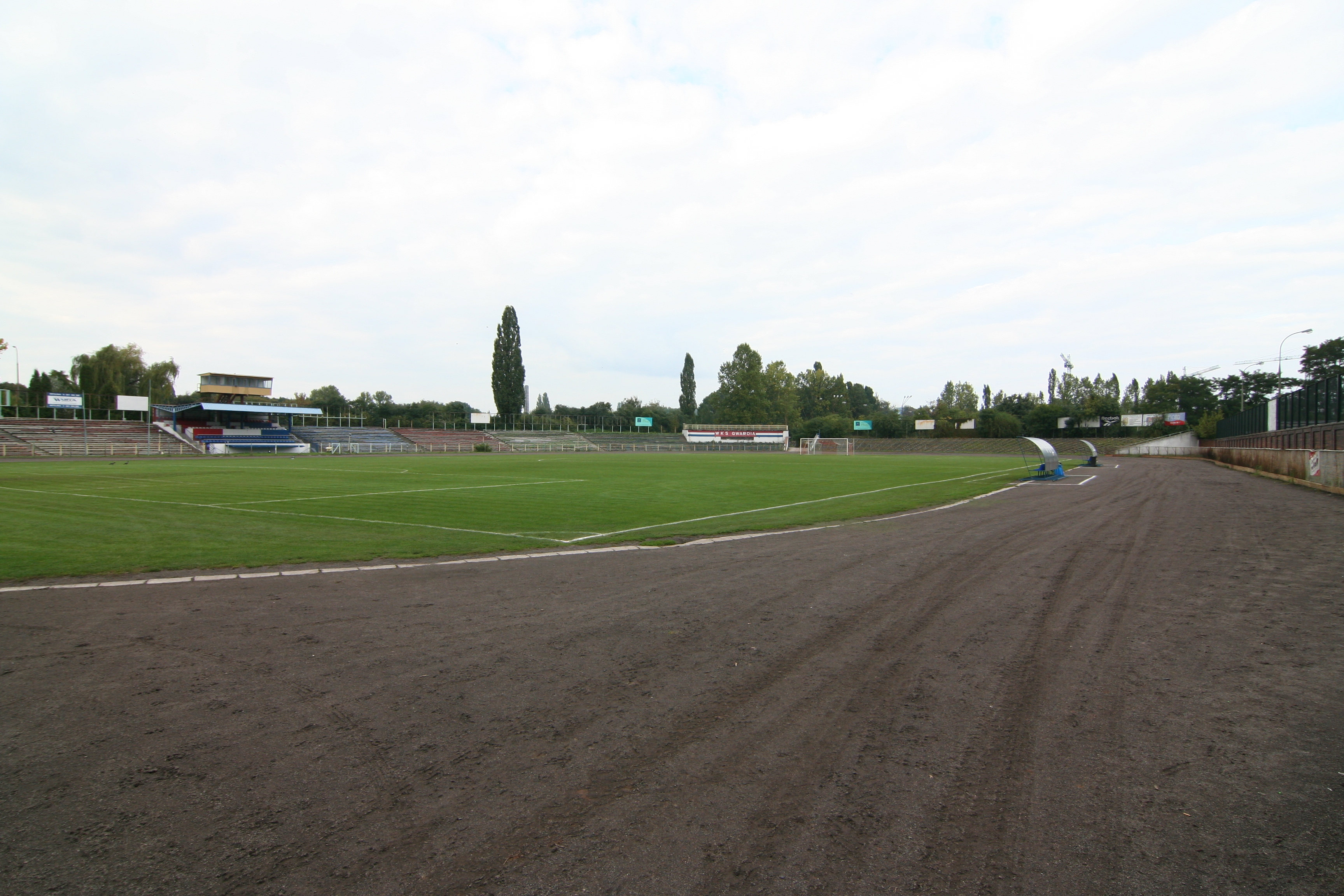
Stadion mit Tribüne